# Despedida de Casado
Despedida de Casado seria uma telenovela brasileira produzida pela TV Globo. Seria escrita por Walter George Durst e dirigida por Walter Avancini.
Despedida de Casado originalmente estrearia em 3 de janeiro de 1977, substituindo Saramandaia. No entanto acabou sendo cancelada pela Censura Federal dias antes da estréia, em 24 de dezembro de 1976.

## Enredo
Dr. Laio é um psicanalista especializado em relacionamentos em crise, que desenvolve uma terapia com quatro casais completamente diferentes, tendo o desafio de fazê-los permanecer juntos e resolverem seus problemas conjugais.  
Stela e Rafael são casados há apenas 10 anos, mas já enfrentam uma crise devido aos problemas familiares e a monotonia que o casamento virou.  
Rejane é uma mulher possessiva que não consegue viver sem a dependência do marido, Odilon, que já saiu de casa e retornou diversas vezes por ainda gostar dela. 
Lídia percebe que ficou parada no tempo como dona-de-casa, enquanto seu marido Roque realizou-se profissionalmente, tendo dificuldades para adaptar-se aos novos tempos. 
Já Alaíde e Luizão foram descobrindo com o passar dos anos que não tem quase nada em comum e se tornaram quase estranhos dentro de casa, sendo que na terapia ela se interessa por Rafael e ele por Stela.

## Produção
Para substituir Saramandaia no início de 1977, a Rede Globo enviou quatro sinopses para serem apreciadas pelo Governo Federal: O Casamento, Dona Flor e seus dois Maridos, A Vida como ela É, e A Vida Escrachada de Baby Stompanato. Destas, apenas O Casamento havia sido aprovada e teve o seu nome modificado para Despedida de Casado.
Com a liberação da novela pelo governo, as gravações se iniciaram, os capítulos foram sendo escritos e submetidos à aprovação. Posteriomente, a Globo começou a lançar as chamadas em sua programação. Porém no dia 24 de dezembro de 1976, dez dias antes da estreia, a Censura Federal proibiu a novela de ser veiculada. Classificando a novela como "atentória a moral e aos bons costumes", os censores alegaram que o texto de Walter George Durst pregava a dissolução do casamento, o amor livre, a separação da família e as brigas entre gerações
A novela foi censurada com cerca de 30 capítulos prontos. As cenas dos capítulos já gravados fizeram os censores voltar atrás e censurar a novela. Sem ter como reverter a decisão da Censura, a solução foi apresentar um compacto de O Bem-Amado a partir de 3 de janeiro de 1977, enquanto uma nova novela era produzida.
Após a censura da novela, o autor comentou sobre o caso:
| “                                      | Com certeza os censores não leram toda a proposta da sinopse e permitiram assim que uma conclusão apressada jogasse por terra um trabalho em que venho me empenhando há anos e no qual tive até o trabalho colaborador do psiquiatra Paulo Gaudêncio, que atende cerca de 150 pacientes por mês, quase todos casais em crise. Com seus métodos ultramodernos e superatualizados, o Paulo tem recuperado cerca de 80 por cento dos casais que o procuram. E foi justamente baseado nesta estatística que escrevi a novela. Portanto, 'Despedida de Casado' não era contra o casamento. Eu quis mostrar a crise em que caem os casais depois daquela fase Romeu e Julieta, mas sobretudo eu mostrava que essas crise podem ser superadas. As soluções para isso, eu as busquei em grande parte nos casos do psiquiatra Paulo Gaudêncio, que inclusive foi colocado como personagem da novela (interpretado por Cláudio Marzo) | ” |
| — Walter George Durst, autor da novela | |   |

A abertura com seu tema musical (Bandido Corazón, cantada por Ney Matogrosso) foi reaproveitada  na abertura de Coquetel de Amor, a novela dentro de Espelho Mágico.

## Elenco
| Ator/Atriz               | Personagem                |
| ------------------------ | ------------------------- |
| Cláudio Marzo            | Dr. Laio Alvarenga        |
| Regina Duarte            | Estela de Castro          |
| Antonio Fagundes         | Rafael de Castro          |
| Maria Cláudia            | Alaíde Albuquerque        |
| Carlos Eduardo Dolabella | Luiz Albuquerque (Luizão) |
| Rosamaria Murtinho       | Rejane Garcia             |
| Nélson Caruso            | Odilon Garcia             |
| Maria Fernanda           | Lídia Vasconcellos        |
| Felipe Wagner            | Roque Vasconcellos        |
| Osmar Prado              | Cássio                    |
| José Augusto Branco      | Inácio                    |
| José Lewgoy              | Josafá                    |
| Marieta Severo           | Júlia                     |
| Carlos Gregório          | Valdir                    |
| Lauro Góes               | Flávio Vicente            |
| Kátia D'Angelo           | Ana Isabel                |
| Isabela Garcia           | Malu                      |